# Il fedele Patrash (singolo)
Il fedele Patrash  è un singolo discografico de I Cuccioli, pubblicato nel 1984.

## Descrizione
Il brano era la sigla dell'anime omonimo, scritto da Luigi Albertelli su musica e arrangiamento di Vince Tempera. Il brano è interpretato dal coro di Paola Orlandi. Sul lato B è incisa la versione strumentale. Entrambi i brani sono stati inseriti nella compilation JM Compilation e in altre raccolte.

## Tracce
Lato A
- Il fedele Patrash - (Luigi Albertelli-Vince Tempera)

Lato B
- Il fedele Patrash (strumentale) - (Luigi Albertelli-Vince Tempera)